# 布引電気鉄道
布引電気鉄道（ぬのびきでんきてつどう）は、かつて長野県北佐久郡小諸町（当時）から同県同郡川辺村（当時）を経て同県同郡北御牧村（当時）に至る鉄道路線を運営していた鉄道事業者である。
1920年に信越本線小諸駅から本牧村（当時）望月までを結ぶ目的で設立され、1926年に小諸駅から島川原駅まで開業したが、経営不振が続き、わずか8年後の1934年には休業し、そのまま廃止となった。昭和初期の不況やバスの台頭によって休廃業した鉄道事業者の中でも「最も極端なケース」として紹介されることもある。
本項では、布引電気鉄道とほぼ同時期に近接地域において建設が計画され、当鉄道との路線共用を条件に免許交付を受けた佐久諏訪電気鉄道についても一部記述する。

## 歴史

### 創業の経緯
長野県の佐久地方は古来経済活動が活発な地域であり、中山道や北国街道などの陸上交通路にも比較的恵まれていた。1888年に官設鉄道として信越本線がこの地域にも通るようになり、1893年に碓氷峠にアプト式鉄道が開通することによって信越本線は全通した。その後しばらくすると、信越本線から離れた地域でも鉄道を開設しようとする動きが出てきた。1915年には小諸から中込まで佐久鉄道（当時）が開通し、1919年には小海まで延伸されている。
しかし、蓼科山北麓の川西地方と称される地域で八幡、望月、芦田といった中山道の宿場町だった地域は、江戸や上方との結びつきが強かったにもかかわらず、信越本線や佐久鉄道が開通した後は、鉄道系交通機関から取り残された状態で、川西地方に鉄道を敷設することは地域社会の課題となっていた。一方、民間資本による鉄道網の拡充を図る目的で、1910年には軽便鉄道法が公布されていた。
1919年には佐久地方において2つの鉄道免許申請があった。そのうちの1つが布引自働鉄道で、同年7月23日に軽便鉄道法による鉄道の免許が出願された。布引自働鉄道は小諸から望月までを結ぶという計画で、小諸町の繁栄策として「鉄道事業を興すことによって小諸の商圏を拡大する」という考えに基づいたもので、発起人も小諸町の商人が中心であった。布引自働鉄道では当初はガス力による動力方式を検討していたが、経常費用の面で不都合があると考えられ、蒸気動力へ変更することとし、名称も布引鉄道に変更されている。もう1つは川西地方の交通問題を打開するのを主な目的として、同年11月22日に出願された佐久諏訪電気鉄道で、こちらは小県郡県村の信越本線田中駅と諏訪郡永明村の中央本線茅野駅を結ぶ計画、発起人は川西地方の有力者であった。
布引鉄道の出願を受けて、鉄道院の技師が実地視察を行った。その報告内容では、建設費は94万1千円が見込まれたほか、「全線にわたって田圃の中を通るものの、地形の起伏があるため、40分の1勾配（25パーミル勾配）と半径8鎖（チェーン・約161メートル）の曲線を使用しても、土木工事は少なくない」「布引観音は1年間に6万人の客が訪れるが、小諸までの距離は2マイル半（約4キロメートル）しかなく、鉄道収入は多くを見込めない」という点が指摘されていた。
布引鉄道は1920年1月29日には免許を受け、同年5月29日には佐久諏訪電気鉄道も免許を取得した。

### 会社創立
免許取得を受け、布引鉄道は同年10月30日に資本金100万円で会社の設立を行った。初代社長には小諸商工会会長の平野五兵衛が就任し、重役も小諸商工会の会員で占められていた。その後、工事施工認可の申請を行い、1922年5月13日に蒸気鉄道として認可されたが、これには佐久諏訪電気鉄道と線路共用の協議を行うことや、小諸駅構内での佐久鉄道の用地使用承認や、信越本線と並行する箇所の工事協定を結ぶことなどが条件とされていた。このうち、線路共用の協議というのは、佐久諏訪電気鉄道の免許において「工事施工認可申請マデニ布引鉄道発起人ト合同ヲナスカ　又ハ協定ノ上同鉄道ト並行セル部分ハ両者共用ニ適当ナル一線路ヲ選定スベシ」という条件がつけられていた。つまり、布引鉄道の発起人と合同の企業とするか、2社で同じ線路を共用するように、ということである。布引鉄道は1922年5月19日に佐久諏訪電気鉄道と線路共用の契約を締結、この翌日に佐久諏訪電気鉄道も資本金500万円で会社設立に至っている。
この時点では、布引鉄道では蒸気動力を使用する（蒸気機関車が牽引する列車による運行）予定であったが、このためには勾配を25パーミルから34パーミル（の範囲）に抑える必要があり、途中に2箇所のスイッチバックを設ける予定であった。しかし、これは列車の運転には不利と予想されたため、最急勾配を40パーミルとすることにしてスイッチバックの設置を回避した。このため動力方式を電気動力（電車による運行）に切り替えることとし、1922年12月に電気動力への変更認可を取得、1923年5月には社名も布引電気鉄道に改めている。
1920年の恐慌以後の不況の中、資金調達は難航した。1925年上期の時点で、布引電気鉄道の資本金100万円のうち、66万円ほどが未払い込みという有様であった。これは佐久諏訪電気鉄道でも同様の状況で、佐久諏訪電気鉄道では1924年11月22日に一部工事施工の認可を得ていたが、当時の農村では総額500万円の株式払い込みの資金は到底動員できないほどの過大な負担であった。しかし、布引電気鉄道の沿線である島川原に東信電気第二発電所の建設が具体化し、東信電気は「資材輸送の役に立つなら資金援助をしてもよい」と表明した。この資金援助は表面には出ていないが、布引電気鉄道と東信電気の間で資金面の話がまとまり、まず小諸から島川原までを第1期線として開業させることになった。
その一方で、布引電気鉄道では小諸町に対しても補助金を申請したが、申請書に添付された参考書の内容は、小諸駅利用者の10分の1、田中駅などの利用者の半分を川西地方の関係者とみなし、それらがそのまま布引電気鉄道の利用者になるかのごとくほのめかした上、「各地の官私設鉄道の営業実績を見ると、前年度に比べて1割から2割程度の増加が見られており、川西地方の状態から考えれば増加の程度も推察できる」と述べるという代物であった。
地形に起因する難工事と、関東大震災による市中経済の混乱によって、第1期線の開通工事には4年あまりを要した。なお、1924年7月には社長に白沢治太右衛門が就任した。が、開業間近となった1926年4月には、筑摩電気鉄道（当時）の創設者でもある上條信が社長に就任している。
この時期、佐久諏訪電気鉄道でも用地買収に難航しながら、第1期線として諏訪側の茅野－柏原（諏訪郡北山村）間延長4マイルが1924年5月1日に着工したが、進捗は芳しくなかった。

### 開業後
1926年12月1日、布引電気鉄道は小諸から島川原までの区間において、営業運行を開始した。信濃毎日新聞には小さく広告が掲載され、同年12月6日までは運賃が半額となるサービスを行った。
開業翌年の1927年の利用者数はわずかに年間約7万人程度で、1日あたり194人に過ぎなかった。旅客輸送が最も多かった1928年でも年間利用者数は約13万人程度で、しかも途中の布引観音への参詣客が多かったため、全線通しの利用者が少なかった。そもそも、開業した区間の沿線の集落は布下・島川原とも50戸足らずで、沿線人口が極度に少なかった。このような状況から、列車によっては乗客が全くいないこともあり、運転士と車掌が「42人乗りならぬシジュウフタリノリ（始終、2人乗り）」と苦笑していたという。旅客誘致のため、夏に千曲川の河川敷で花火大会を催したりもした。また、1927年1月には、地方鉄道補助法による補助金を申請しているが、省営鉄道の並行路線である上、遊覧鉄道の性質が顕著であるという理由で却下されている。1928年には社長に再び白沢治太右衛門が就任した。
そもそも、開業の動機が東信電気第二発電所の建設に便乗したものであり、発電所の建設が本格化した1929年から1930年にかけては、貨物輸送は盛況となった。昼間の列車にはどの列車も貨車を増結して走るほどで、島川原での荷下ろしが間に合わず、貨車を線路上に停車させてセメント袋を投げ下ろすことすらあったという。ピーク時の1929年には年間1万トンの輸送があったが、貨物輸送では経費も多額となるため、経営にはあまり寄与していなかった。
その一方、佐久諏訪電気鉄道は1927年3月に破産宣告を受けており、1929年2月に強制和解によって債務を弁済していた。茅野－柏原間では北山村の渋川橋梁など一部の橋脚や築堤などが完成していたが、同年ごろを最後に工事は中断し以後放置された。1930年2月19日には中信電気鉄道に社名変更している。

### 破局

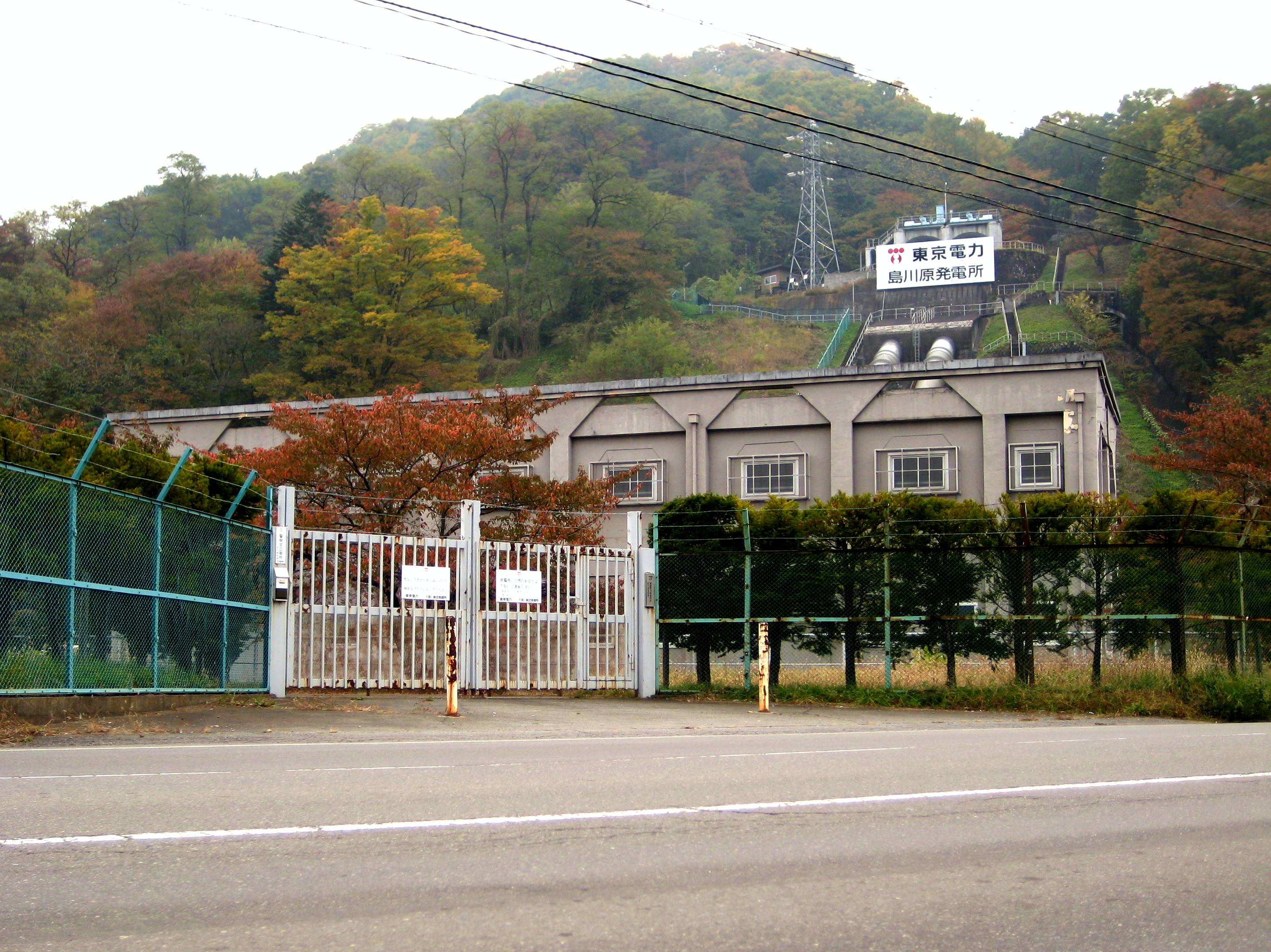
東信電気第二発電所（東京電力島川原発電所）

発電所が完成すると貨物輸送量は激減し、布引電気鉄道はわずかな旅客を頼りに営業せざるを得なくなった。この時期の営業収入が1日50円程度であるのに対し、諸経費と利息で1日当たり100円の支払いが必要という有様であった。株金の払い込みが遅れた分を毎期ごとに25万円もの借入金でまかなっていたため、金利の支払いなどがかさんだのである。
この状況を打開するためには、当初の目的地であった望月までの延長を急ぐ以外になかった。しかし、昭和金融恐慌と世界恐慌による不況のさなか、資金調達は以前にも増して困難であった。ようやく資金調達の目途がついたとして、島川原から切久保までの工事に着手しようとしたが、予定線の通る地域の地形は急峻であり、難工事が予測された。しかも、予定線の延長線上には東信電気第二発電所の送水管が設置されており、これを迂回するにも多額の工事費が必要であった。1931年7月22日には「指定の期限までに工事竣功の見込みなし」という理由により、島川原から先の免許について取消処分を受けてしまった。布引電気鉄道は同年8月に再免許を申請し、同年12月23日には認可されたが、これには「工事資金について未払込株金を整理し、調達方法について誓約書を提出すること」「中信電気鉄道より線路の共用や会社の合併などの申し出があったら応じること」という条件がつけられていた。
しかし、資金の回転に事欠き、従業員の給料支払いさえ困難となった。その上、1932年には長野電灯への電気料の滞納額が5800円に達し、「（同年）4月中に支払いのない場合は送電を停止する」という通告があり、ついに同年5月から運行を休止せざるを得なくなった。小諸町ではこの事態に黙っているわけにも行かず、更正委員会を設置して世論を喚起するに至った。布引電気鉄道でも有力者を通じて融資を募り、同年7月13日から運行を再開した。この年の8月29日、中信電気鉄道では鉄道起業の廃止と会社解散を決議し、翌年1月25日にその認可を得て免許は失効となり、佐久と諏訪を結ぶという構想は崩れ去っていた。
運行再開後も経営は好転せず、この時期の1日の電気料が15円であったのに対し、収入は14円未満であった。1934年2月以降は「モーターの故障」と称してしばしば運休するようになったが、実際には電気料の不払いによる送電の停止であった。蒸気・内燃鉄道として再起すべく、動力変更・ガソリン動力車の設計も出願していたが実現していない。最終的には電気料金の支払いが不可能になり、1934年6月18日以降、ついに電車の運行は休止したままの状態となった。1934年9月11日からは正式に営業休止の許可を受けたが、その後の手続きは行われず、1935年5月1日以降は「地方鉄道法に定める許可を得ない状態での営業休止」となり、1936年10月28日付けで開業区間と予定線はともに免許取消し処分となり、正式に廃止となった。
営業中最後の社長だった白沢は不当競売工作により横領罪で起訴され、さらに株券偽造事件で逮捕されるという始末であった。また、運行休止以後はレールや橋桁などが売却され、廃止状態と変わらない有様であった。

## 路線

### 路線データ
- 路線距離：小諸 - 島川原間7.42km
- 軌間：1067mm
- 駅数：6
- 複線区間：なし（全線単線）
- 電化区間：全線（600V直流電化）
  - 小諸変電所、電動発電機（交流側300V直流側600V）直流側の出力150KW、常用1予備1、製造所奥村電機、明治電気[29]

### 駅一覧
小諸駅 - 花川駅 - 押出駅 - 布引駅 - 布下駅 - 島川原駅
布引駅、島川原駅は国鉄との連絡運輸対象駅

### 接続路線
- 小諸駅：国鉄信越本線（現・しなの鉄道線）・佐久鉄道線（現・JR東日本小海線）

### 運行状況
以下は一例である。
1927年7月1日改正1日18往復（不定期列車3往復を含む）、小諸発は5時8分発から22時30分発まで、島川原発は5時6分発から22時33分発まで
1931年4月1日改正1日18往復（不定期列車2往復を含む）、小諸発は6時30分発から22時30分発まで、島川原発は6時32分発から22時33分発まで
全線所要時間は27分で、全線通し運賃は24銭であった。布引駅で上下列車が交換していた。

## 輸送・収支実績
鉄道統計資料、鉄道統計各年度版および、『鉄道ピクトリアル』通巻433号（1984年6月号） p.113に記載の「布引電気鉄道成績表」による。
| 年度 | 乗客（人） | 貨物量（トン） | 営業収入（円） | 営業費（円） | 益金（円） | その他損金（円） | 支払利子（円） |
| ---- | ---------- | -------------- | -------------- | ------------ | ---------- | ---------------- | -------------- |
| 1927 | 70,722     | 1,225          | 16,284         | 36,263       | ▲ 19,979   | 雑損110          | 25,077         |
| 1928 | 130,321    | 3,005          | 42,448         | 41,732       | 716        |                  | 22,228         |
| 1929 | 122,951    | 9,988          | 35,329         | 40,350       | ▲ 5,021    |                  | 23,362         |
| 1930 | 94,570     | 6,172          | 27,227         | 24,698       | 2,529      |                  | 11,209         |
| 1931 | 66,879     | 898            | 11,093         | 23,966       | ▲ 12,873   |                  | 10,407         |
| 1932 | 42,838     | 73             | 5,163          | 16,725       | ▲ 11,562   |                  | 11,426         |
| 1933 | 57,821     | 2,191          | 7,712          | 11,121       | ▲ 3,409    |                  | 4,222          |
| 1934 | 19,277     | 670            | 13,764         | 14,282       | ▲ 518      |                  |                |

## 車両
開業にあわせて筑摩電気鉄道（当時）から譲り受けたもので、運行休止まで使用された。
デハ1-31921年7月に名古屋電車製作所で製造された木造車体の二軸電車である。当初は筑摩電気鉄道の鉄道線（当時）で使用されていたが、1924年4月に軌道線（当時）が開業した際に転属した。1926年11月13日認可により布引電気鉄道に1両あたり約14,700円で譲渡された。定員は42名、主電動機は出力40英馬力のものを2基搭載し、ブレーキ装置は手ブレーキのみである。
デワ21924年9月に日本車輌製造東京支店で製造された、木造車体の二軸電車である。筑摩電気鉄道では鉄道線で使用されていた。1926年11月13日認可により布引電気鉄道に1両あたり約8,000円で譲渡された。荷重は12トン、主電動機は出力60英馬力のものを2基搭載し、ブレーキ装置は空気ブレーキと手ブレーキの併用である。
休止後はモーターや機器類が売却された状態で小諸車庫に放置されており、再起は不可能な状態であった。
このほか、筑摩電気鉄道からはもう1両、デハ4も譲り受ける予定であったが、筑摩電気鉄道側の都合により実現していない。また、当時の従業員によればハニフと呼ばれる車両も存在したというが、布引電気鉄道に入った形跡はない。蒸気機関車も発注したようだが、詳細は不明である（台湾電力5号形蒸気機関車#同形機を参照）。

## 廃線跡
廃止から50年近くが経過した1984年時点でも、千曲川の橋脚などが残存していたほか、線路敷が県道や町道、農道として利用されていた。
2021年の時点でも、上記の橋脚の他、唯一のスイッチバック駅であった押出駅の遺構も残存しており、「新町区・歴史的遺産を守る会」の説明板が建てられている。

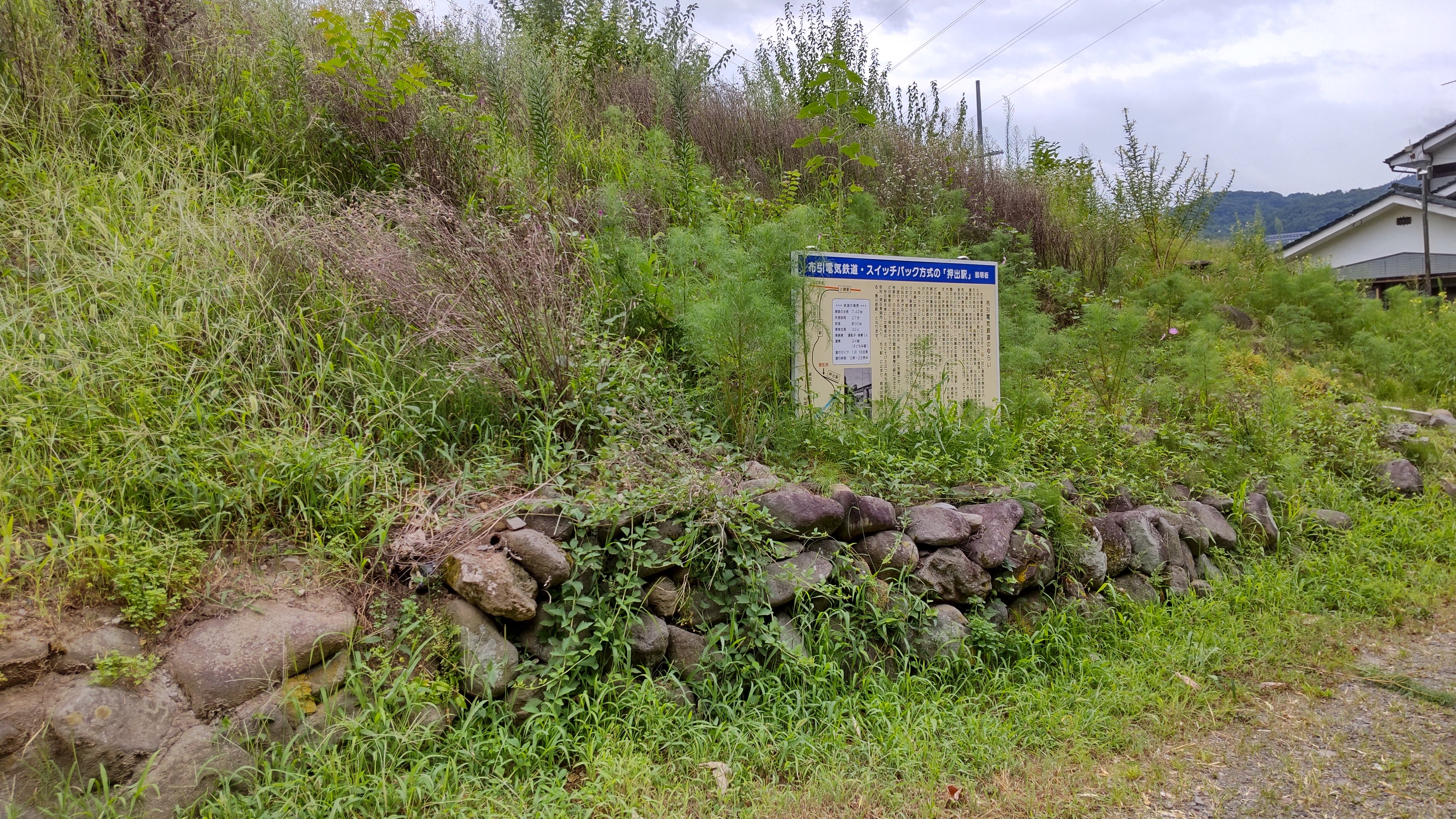
旧・押出駅の遺構

諏訪側で建設途中のまま放棄された佐久諏訪電気鉄道は、各地に遺構が後年まで残された。茅野市内には橋脚や築堤が数カ所現存するほか、茅野市豊平南大塩区内の電鉄用地は1991年供用の国道299号南大塩バイパス道路（現・国道152号重複区間）に転用されている。